# Drosophila bocainensis
Drosophila bocainensis är en tvåvingeart som beskrevs av Crodowaldo Pavan och Cunha 1947. Drosophila bocainensis ingår i släktet Drosophila och familjen daggflugor.
Artens utbredningsområde är södra och sydöstra Brasilien, Colombia, Ecuador, Venezuela, och Honduras.